# خطر زیست‌محیطی

پیکتوگرام بین‌المللی برای خطر زیست‌محیطی

خطر زیست‌محیطی به ماده، حالت یا رویدادی گفته می‌شود که می‌تواند محیط طبیعی اطراف را تهدید کند یا بر سلامت افراد تأثیر منفی بگذارد، از جمله آلودگی و بلایای طبیعی مانند توفان و زلزله.
خطرها را می‌توان در چهار نوع طبقه‌بندی کرد:

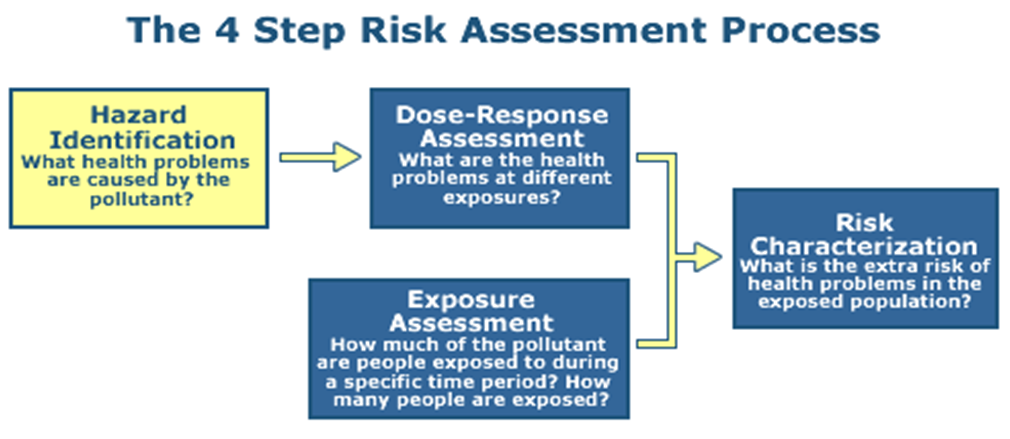
فرایند ارزیابی ریسک چهار مرحله‌ای

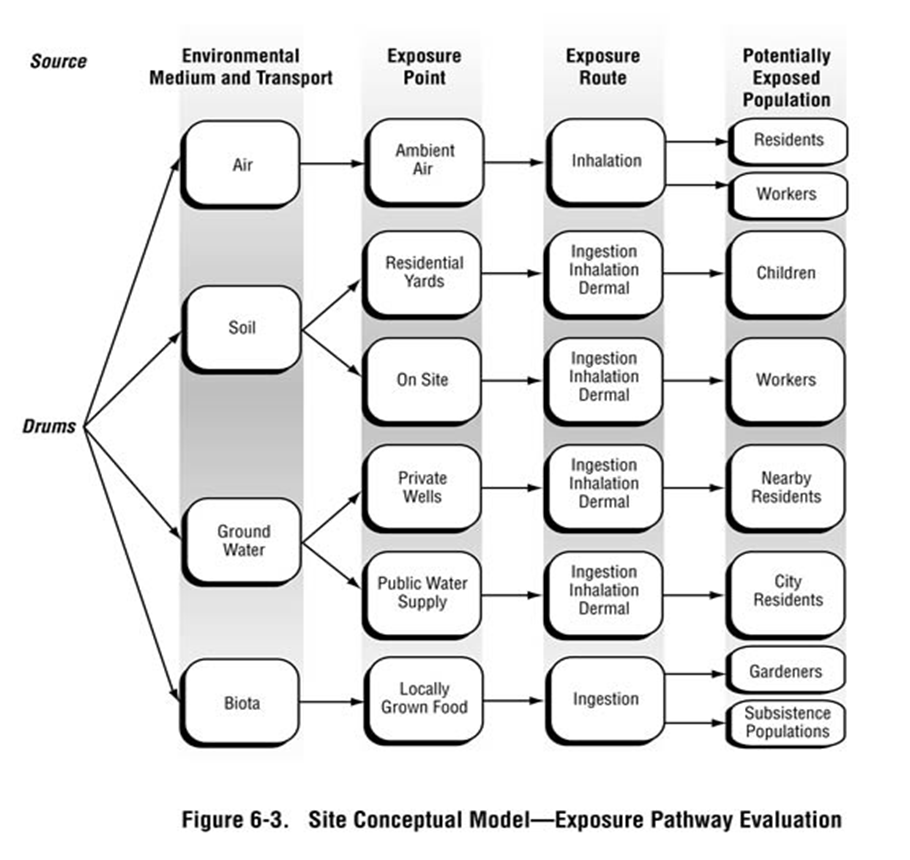
تصویر یک مدل مفهومی سایت برای در معرض قرار گرفتن

1. شیمیایی
2. فیزیکی (مکانیکی و غیره)
3. زیست‌شناختی (بیولوژیک)
4. روان‌شناسی